# Abierto Mexicano Telcel 2012
Abierto Mexicano TELCEL 2012 — професійний тенісний турнір, що проходив на відкритих кортах з ґрунтовим покриттям в Акапулько (Мексика). Це був 19-й за ліком турнір серед чоловіків і 12-й - серед жінок. Належав до Туру ATP 2012 і Туру WTA 2012. Тривав з 27 лютого до 3 березня 2012 року.

## Учасники основної сітки в рамках чоловічого турніру

### Сіяні учасники
| Країна    | Гравець            | Рейтинг1 | Сіяний |
| --------- | ------------------ | -------- | ------ |
| Іспанія   | Давид Феррер       | 5        | 1      |
| Іспанія   | Ніколас Альмагро   | 11       | 2      |
| Франція   | Жиль Сімон         | 12       | 3      |
| Японія    | Кей Нісікорі       | 17       | 4      |
| Німеччина | Флоріан Маєр       | 19       | 5      |
| Аргентина | Хуан Монако        | 20       | 6      |
| Іспанія   | Марсель Гранольєрс | 23       | 7      |
| Іспанія   | Фернандо Вердаско  | 25       | 8      |

- 1 Рейтинг подано станом на 20 лютого 2012 року

### Інші учасники
Нижче наведено учасників, які отримали вайлдкард на участь в основній сітці:
- Daniel Garza
- Сантьяго Гонсалес
- Давід Налбандян
- Cesar Ramirez

Нижче наведено гравців, які пробились в основну сітку через стадію кваліфікації:
- Факундо Баньїс
- Хуан Себастьян Кабаль
- Алессандро Джаннессі
- Пере Ріба

## Учасники основної сітки в парному розряді

### Сіяні учасники
| Країна  | Гравець           | Країна     | Гравець               | Рейтинг1 | Сіяний |
| ------- | ----------------- | ---------- | --------------------- | -------- | ------ |
| Чехія   | Франтішек Чермак  | Словаччина | Філіп Полашек         | 41       | 1      |
| Мексика | Сантьяго Гонсалес | Німеччина  | Крістофер Кас         | 42       | 2      |
| США     | Ерік Буторак      | Бразилія   | Бруно Соарес          | 47       | 3      |
| Італія  | Даніеле Браччалі  | Колумбія   | Хуан Себастьян Кабаль | 54       | 4      |

- 1 Рейтинг подано станом на 20 лютого 2012 року

### Інші учасники
Нижче наведено пари, які отримали вайлдкард на участь в основній сітці:
- Luis Díaz-Barriga /  César Ramírez
- Daniel Garza /  Сантьяго Хіральдо

Пари, що потрапили в основну сітку як заміна:
- Руї Мачадо /  Пере Ріба
- Жоао Соуза /  Філіппо Воландрі

### Відмовились від участі
- Ніколас Альмагро
- Хуан Монако (зневоднення)

### Знялись
- Давид Феррер (calf spasm)

## Учасниці основної сітки в рамках жіночого турніру

### Сіяні учасниці
| Країна    | Гравчиня           | Рейтинг1 | Сіяна |
| --------- | ------------------ | -------- | ----- |
| Італія    | Роберта Вінчі      | 23       | 1     |
| Італія    | Флавія Пеннетта    | 28       | 2     |
| Італія    | Сара Еррані        | 36       | 3     |
| Румунія   | Ірина-Камелія Бегу | 51       | 4     |
| Румунія   | Александра Дулгеру | 56       | 5     |
| Швеція    | Юганна Ларссон     | 61       | 6     |
| Аргентина | Хісела Дулко       | 64       | 7     |
| Італія    | Альберта Бріанті   | 67       | 8     |

- 1 Рейтинг подано станом на 20 лютого 2012

### Інші учасниці
Нижче наведено учасниць, які отримали вайлд-кард на участь в основній сітці:
- Надя Абдала
- Хімена Ермосо
- Сільвія Солер-Еспіноса

Нижче наведено гравчинь, які пробились в основну сітку через стадію кваліфікації:
- Маріана Дуке-Маріно
- Едіна Галловіц-Халл
- Сесил Каратанчева
- Петра Рампре

Такі тенісистки потрапили в основну сітку як щасливий лузер:
- Естрелья Кабеса Кандела

### Відмовились від участі
- Хісела Дулко (gastro intestinal illness)

## Учасниці основної сітки в парному розряді

### Сіяні пари
| Країна   | Гравчиня             | Країна  | Гравчиня              | Рейтинг1 | Сіяна |
| -------- | -------------------- | ------- | --------------------- | -------- | ----- |
| Італія   | Сара Еррані          | Італія  | Роберта Вінчі         | 31       | 1     |
| Іспанія  | Лурдес Домінгес Ліно | Іспанія | Аранча Парра Сантонха | 114      | 2     |
| Румунія  | Ірина-Камелія Бегу   | Франція | Алізе Корне           | 144      | 3     |
| Хорватія | Дарія Юрак           | Україна | Марія Коритцева       | 150      | 4     |

- 1 Рейтинг подано станом на 20 лютого 2012

### Інші учасниці
Нижче наведено пари, які отримали вайлдкард на участь в основній сітці:
- Ана Паула де ла Пенья /  Іветт Лопес
- Хісела Дулко /  Паола Суарес

Наведені нижче пари отримали місце як заміна:
- Шерон Фічмен /  Сунь Шеннань

### Відмовились від участі
- Ярослава Шведова (травма лівого стегна)

## Переможці та фіналісти

### Чоловіки. Одиночний розряд
Давид Феррер —  Фернандо Вердаско, 6–1, 6–2
- Для Феррера це був 3-й титул за сезон і 14-й - за кар'єру. Це була його третя поспіль перемога в Акапулько.

### Одиночний розряд. Жінки
Сара Еррані —  Флавія Пеннетта, 5–7, 7–6(7–2), 6–0
- Для Еррані це був 1-й титул за рік і 3-й - за кар'єру.

### Парний розряд. Чоловіки
Давід Марреро /  Фернандо Вердаско def.
 Марсель Гранольєрс /  Марк Лопес 6-3, 6-4

### Парний розряд. Жінки
Сара Еррані /  Роберта Вінчі —  Лурдес Домінгес Ліно /  Аранча Парра Сантонха 6-2, 6-1